# Ferulago westii
Ferulago westii är en växtart i släktet Ferulago och familjen flockblommiga växter.
Arten är en perenn ört som förekommer i Syrien. Den beskrevs först som Johrenia westii av George Edward Post 1892, och fick sitt nu gällande namn av Michail Pimenov och Jevgenij Kljujkov 2007.